# Sakju
Sakju est un arrondissement du Pyongan du Nord en Corée du Nord situé le long du Yalou qui forme la frontière avec la Chine. 
Cet arrondissement fait partie des monts Kangnam et comprend de nombreuses collines. Le point culminant se trouve au Munsan (1046 m).  Les forêts couvrent 80 % du territoire et seulement 13 % des terres sont cultivées. Les températures mensuelles moyennes passent de -10,1 °C en janvier à 23,4 °C en aout.

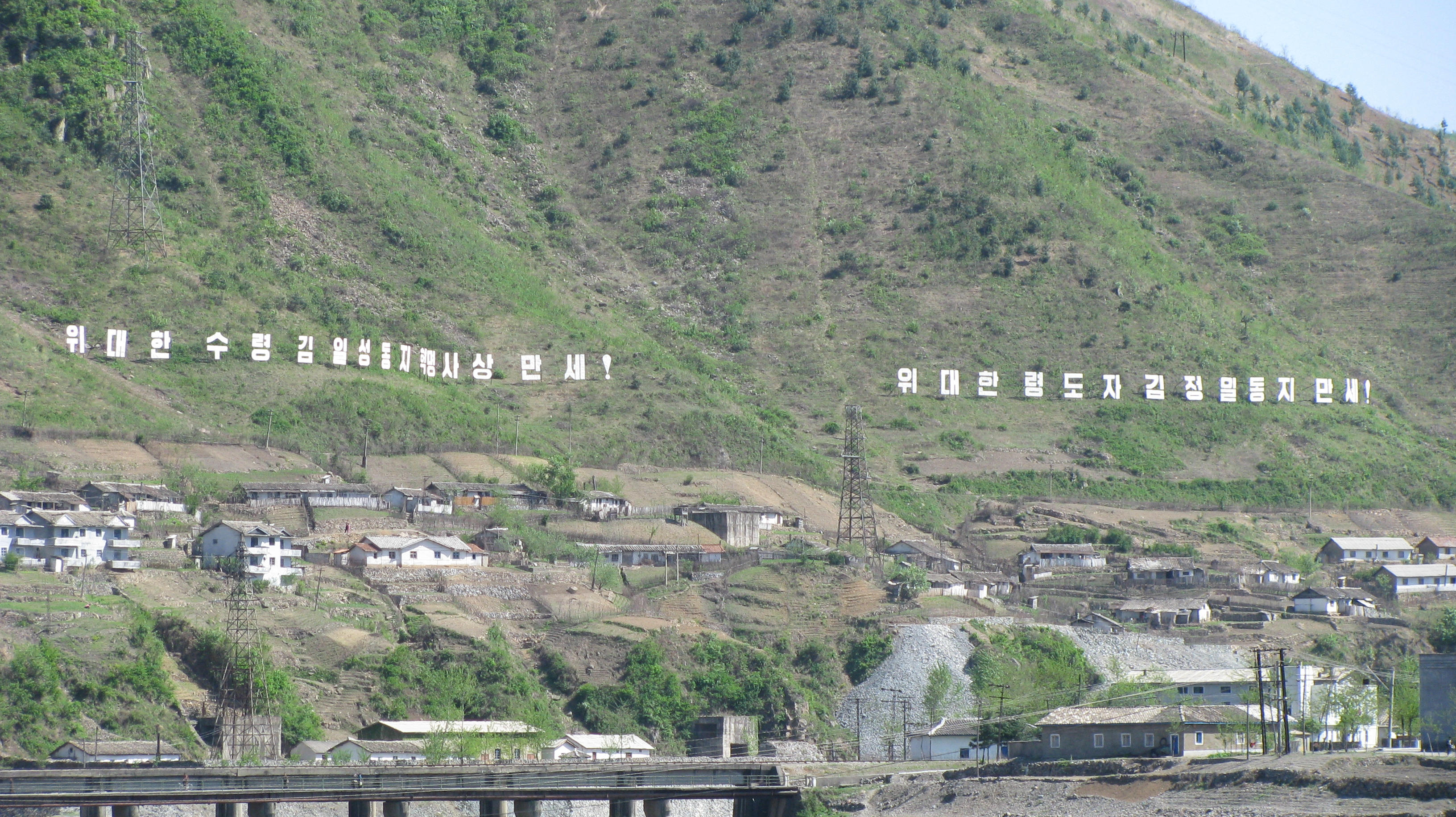
Le village de Supung-dong vu depuis la Chine.

L'élevage est important pour l'économie locale. Sakju est le plus grand éleveur de porcs de la province. Le riz, le soja, la patate douce, le piment et les fruits sont aussi cultivés. De plus, il y a une importante centrale électrique sur le Yalou au barrage de Supung.
Les monuments principaux sont les forteresses de Chongsong (bien culturel (en) n° 157) et de Chongsongjin (bien culturel n° 159).
L'arrondissement de Sakju était peuplé de 134 524 habitants en 1991 et de 159 707 hab en 2008. Il rassemble un bourg (up), huit districts de travailleurs (radongjagu ou bien gu), deux districts (gu) et 18 villages (ri) :
- Sakchu-up (자성읍)
- Chongsu-gu (청수구)
- Inpung-gu (인풍구)
- Namsa-gu (남사구)
- Onchon-gu (온천구)
- Panmak-gu (판막구)
- Sapyong-gu (사평구)
- Sinyon-gu (신연구)
- Taedae-gu (대대구)
- Chongsong-gu (청성구)
- Supung-gu (수풍구)
- Chongam-ri (천감리)
- Chungdae-ri (중대리)
- Chwa-ri (좌리)
- Kugok-ri (구곡리)
- Kumbu-ri (금부리)
- Naeok-ri (내옥리)
- Okkang-ri (옥강리)
- Pangsan-ri (방산리)
- Puksa-ri (북사리)
- Pupyong-ri (부평리)
- Panmak-ri (판막리)
- Ryongam-ri (룡암리)
- Sanggwang-ri (상광리)
- Sinpung-ri (신풍리)
- Sinso-ri (신서리)
- Tangmok-ri (당목리)
- Toryong-ri (도령리)
- Yonsam-ri (연삼리)

## Historique des députations de la circonscription de Sakchu (246e)
- XIème législature (2003-2009) : Paik Se Bong (Hangeul:백세봉)
- XIIème législature (2009-2014) : Jin Pyung Hae (Hangeul: 김평해 Hanja:金平海)
- XIIIème législature (2014-2019) : Pak Sung Sil (Hangeul: 박성실)